# Hope for Haiti Now (album)
Hope for Haiti Now è un album dal vivo realizzato da vari artisti a favore della campagna benefica Hope for Haiti Now per raccogliere fondi per le popolazioni colpite dal terremoto di Haiti del 2010. Tutto il ricavato della vendita dell'album viene devoluto a varie organizzazioni tra cui Croce Rossa e UNICEF.
L'album è composto da 19 tracce live eseguite durante il telethon benefico Hope for Haiti Now: A Global Benefit for Earthquake Relief, più una versione in studio di Stranded (Haiti Mon Amour) eseguita da Jay-Z, Bono, The Edge e Rihanna durante il telethon, e utilizzata come primo singolo estratto.
L'album è venduto digitalmente attraverso iTunes Store, già dal giorno precedente la sua distribuzione ha battuto il record di pre-ordini di un album nella storia del negozio online. L'album ha debuttato direttamente alla posizione nº1 della classifica statunitense, vendendo circa 171 000 copie solo nella prima settimana, stabilendo un nuovo record come il primo album disponibile solamente per il download digitale a debuttare alla posizione nº1 della classifica dei dischi più venduti.

## Tracce
1. Send Me an Angel (Alicia Keys) – Alicia Keys – 3:43
2. A Message 2010 (Guy Berryman, Jonny Buckland, Will Champion, Chris Martin) – Coldplay – 4:04
3. We Shall Overcome (Charles Albert Tindley) – Bruce Springsteen – 2:52
4. Time to Love / Bridge over Troubled Water (Stevie Wonder / Paul Simon) – Stevie Wonder – 4:01
5. I'll Stand by You (Chrissie Hynde, Tom Kelly, Billy Steinberg) – Shakira feat. The Roots – 3:55
6. Motherless Child – (traditional) - John Legend – 4:11
7. Hard Times Come Again No More (Stephen Foster) – Mary J. Blige feat. The Roots – 3:57
8. Breathless (Kevin Griffin) – Taylor Swift – 3:51
9. Lift Me Up (Christina Aguilera, Linda Perry) – Christina Aguilera – 3:45
10. Driven to Tears (Gordon Sumner) – Sting – 3:34
11. Halo (Ryan Tedder, Evan Bogart, Beyoncé Knowles) – Beyoncé feat. Chris Martin – 3:31
12. Lean on Me (Bill Withers) – Sheryl Crow, Kid Rock & Keith Urban – 3:36
13. Like a Prayer (Madonna Ciccone, Patrick Leonard) – Madonna – 3:29
14. Hallelujah (Leonard Cohen) – Justin Timberlake & Matt Morris feat. Charlie Sexton – 4:15
15. Let It Be (John Lennon, Paul McCartney) – Jennifer Hudson feat. The Roots – 3:53
16. Many Rivers to Cross (Jimmy Cliff) – Emeline Michel – 3:01
17. Stranded (Haiti Mon Amour) (live version) (Shawn Carter, Paul Hewson, David Evans, Kasseem Dean, Robyn Fenty) – Jay-Z, Bono, The Edge & Rihanna – 4:27
18. Alone and Forsaken (Hank Williams) – Dave Matthews & Neil Young – 3:30
19. Rivers of Babylon / Yele (Medley) (Brent Dowe, Trevor McNaughton) – Wyclef Jean – 3:55
20. Stranded (Haiti Mon Amour) (1.0 version) (Shawn Carter, Paul Hewson, David Evans, Kasseem Dean, Robyn Fenty) – Jay-Z, Bono, The Edge & Rihanna – 4:20